# 6523 Clube
A 6523 Clube (ideiglenes jelöléssel 1991 TC) egy marsközeli kisbolygó. Robert H. McNaught fedezte fel 1991. október 1-én.